# Władimir Kozłow (polityk)
Władimir Iwanowicz Kozłow, ros. Владимир Иванович Козлов (ur. 1960 r. w Aktiubińsku) – kazachski polityk, opozycjonista. Jeden z twórców partii Alga! – najsilniejszej w Kazachstanie siły opozycyjnej. Aresztowany 23 stycznia 2012 r. 8 października 2012 r. skazany na 7,5 lat pozbawienia wolności i przepadek mienia. Obecnie odsiaduje wyrok w kolonii karnej w Pietropawłowsku na Syberii. Uważany za więźnia politycznego. Mąż Aliji Turusbekowej.

## Wczesna działalność zawodowa
Władimir Kozłow od 1990 do 1996 r. był związany z kazachskimi mediami jako redaktor telewizji „AKTiVi”, a później jeden z twórców pierwszego prywatnego kanału telewizyjnego „Aktau-Lada”. W latach 1996-1998 związany był z branżą reklamową i PR, a następnie pracował jako specjalista ds. komunikacji w Elektrowni Atomowej Mangyshlak.

## Działalność polityczna
W działalność polityczną zaangażował się w 2001 r., kiedy nawiązał współpracę z opozycyjną partią Demokratyczny Wybór Kazachstanu. W 2003 roku został wybrany członkiem Rady Politycznej partii, a później członkiem Prezydium Rady Politycznej. Był jednym z twórców, a w 2007 roku został Przewodniczącym Prezydium Komitetu Koordynacyjnego partii Alga! – która zastąpiła Demokratyczny Wybór Kazachstanu po jego zdelegalizowaniu w roku 2005.
Podejmował działania na rzecz współpracy pomiędzy narodami pozostającymi dawniej w obrębie i strefie wpływów Związku Socjalistycznych Republik Radzieckich. Jego działalność w dużej mierze dotyczyła promowania wartości demokratycznych oraz przestrzegania praw człowieka.
W kraju zaaranżował współpracę Algi! i organizacji Khalyk Maidany. Celem ich wspólnej działalności była pomoc prawna dla obywateli poszkodowanych przez system administracyjny. Organizacje reprezentowały obywateli w sporach pracowniczych, organizowały wsparcie socjalne i finansowe, pomagały w negocjacjach z bankami w przypadkach problemów ze spłatą kredytów hipotecznych, nagłaśniały przypadki korupcji i niesprawiedliwości społecznej.
W 2004 r. Kozłow był uczestnikiem w pomarańczowej rewolucji na Ukrainie.
W latach 2006-2012 wielokrotnie gościł w parlamentach krajów europejskich, m.in. w Parlamencie Europejskim, Sejmie Rzeczypospolitej Polskiej, spotkał się również z polską opozycją.
Wszędzie przybywał jako orędownik zmian w celu rozwoju społeczeństwa obywatelskiego w Kazachstanie oraz zacieśniania współpracy politycznej, społecznej i kulturalnej z organizacjami i instytucjami europejskimi.
W 2009 r. prowadził w krajach europejskich kampanię przeciwko powierzeniu Kazachstanowi prezydencji w Organizacji Bezpieczeństwa i Współpracy w Europie. Jego zdaniem, polityka prześladowania opozycji i łamania praw człowieka w Kazachstanie stawiała pod znakiem zapytania nie tylko legitymację tego kraju do przewodniczenia OBWE, ale również podważała sens istnienia całej organizacji.
Na początku 2011 roku władze nie dopuściły Kozłowa do udziału w przedterminowych wyborach prezydenckich, w których prezydent Nursułtan Nazarbajew uzyskał ostatecznie 95,5 proc. głosów.

## Zaangażowanie w strajk w Zhanaozen
W połowie 2011 r. wybuchł strajk w Zhanaozen. Robotnicy z firm naftowych przedstawili postulaty dotyczące poprawy warunków pracy i lepszych wynagrodzeń. Protestujących wsparła Alga!, która rozpoczęła dostarczanie wody i namiotów strajkującym pracownikom. Na miejsce przyjechał sam Kozłow, by aktywne wspierać robotników oraz czuwać nad pokojowym przebiegiem manifestacji. Strajk zakończył się pacyfikacją strajkujących przez specjalne jednostki policji. Według oficjalnych danych zginęło 17 osób, a 86 zostało rannych. Niezależne szacunki, oparte na raportach świadków i pracowników medycznych, podają, że było to od 80 do 100 ofiar
Po tragicznej pacyfikacji robotników Kozłow zwrócił się o pomoc do społeczności międzynarodowej. Podczas spotkania z deputowanymi do Parlamentu Europejskiego i Komisji Europejskiej w styczniu 2012 r. wzywał do rozpoczęcia dialogu, przeprowadzenia międzynarodowego śledztwa ws. wydarzeń w Zhanaozen oraz ostrzegał przed wyborem przemocy i rozwiązań siłowych, jako drogi do unormowania sytuacji w kraju.

## Zatrzymanie, zarzuty i wyrok
23 stycznia 2012 r. Kozłow został aresztowany przez przedstawicieli Bezpieczeństwa Narodowego Kazachstanu. 16.08.2012 r. w Mangistauskim Sądzie Obwodowym w mieście Aktau rozpoczął się proces sądowy, w którym Kozłow został oskarżony z następujących artykułów kodeksu karnego Republiki Kazachstanu:
- Artykuł 164, punkt 3 („podżeganie do nienawiści społecznej”),
- Artykuł 170, punkt 2 („nawoływanie do obalenia ustroju konstytucyjnego”),
- Artykuł 235, punkt 1 („utworzenie i kierowanie zorganizowaną grupą w celu dokonania jednego lub kilku przestępstw, a także udział w takiej grupie”)[9][10].

Kozłow oświadczył, że oskarżenia te zostały sfabrykowane. 8 października 2012 r. zapadł wyrok skazujący go na 7 lat i 6 miesięcy więzienia oraz konfiskatę majątku i poniesienie kosztów procesu. W obwodzie Kozłowa swój majątek utraciła także Alga!, której zaplecze, z racji na odmowę rejestracji i ustanowienia statusu prawnego, było osobistą własnością lidera.

## Postępowania sądowe
19 listopada 2012 r. przed Mangistauskim Sądem Obwodowym w Aktau odbyła się rozprawa apelacyjna Kozłowa. Sędzia bez udzielenia wyjaśnień i nie uwzględniając argumentów wysuwanych przez obrońców, Alekseja Plugova i Venery Sarsembiny, utrzymał w mocy wyrok, który zapadł w pierwszej instancji. Podczas rozprawy obecny był poseł Marcin Święcicki w charakterze obserwatora z ramienia Marszałek Sejmu RP.
Obrońcy Kozłowa wnieśli skargi o kasacje wyroku pierwszej instancji. Podczas rozprawy, która odbyła się 13 marca 2013 r., również w Aktau, sąd wydał decyzję o utrzymaniu poprzedniego wyroku i oddalił wnioski. Proces obserwował poseł na Sejm Tadeusz Woźniak.
W kolejnych miesiącach obrońcy skierowali wnioski o ponowne rozpatrzenie sprawy w trybie nadzoru do Sądu Najwyższego w Astanie. Pierwszy termin wyznaczono na 21 czerwca 2013 r., lecz rozprawę odroczono dzień wcześniej. Kolejną, wyznaczoną na 1 lipca 2013 r., także odroczono – 10 minut przed rozpoczęciem. Obecni na miejscu obserwatorzy z Sejmu RP, w składzie: Marcin Święcicki, Piotr Cieśliński, Tomasz Makowski, Adam Rybakowicz, zaniepokojeni stanem kazachskiego sądownictwa, wystąpili z apelem do Przewodniczącego Zgromadzenia Parlamentarnego OBWE o poruszenie tej sprawy na forum.

## Kolonia karna
Od stycznia 2012 r. Kozłow rozpoczął odsiadkę w kolonii karnej w Pietropawłowsku na Syberii. Skarżył się na panujące tam trudne warunki: represje ze strony władz więzienia, rzadkie widzenia oraz brak odpowiedniej opieki medycznej.

## Poparcie świata
Uwolnienie Kozłowa stało się przedmiotem apeli wielu instytucji. Rezolucje w jego sprawie podjął trzykrotnie Parlament Europejski. Zaniepokojenie stanem kazachskiego sądownictwa wyrazili także: Wysoka przedstawiciel Unii ds. zagranicznych i polityki bezpieczeństwa Catherine Ashton, Human Rights Watch, Freedom House, OBWE, obserwator procesu Kozłowa z ramienia Marszałek Sejmu RP poseł Marcin Święcicki oraz europoseł Andrzej Grzyb.